# Крамчанка
Крамчанка (укр. Крамчанка) — село,
Солдатский сельский совет,
Великописаревский район,
Сумская область,
Украина.
Код КОАТУУ — 5921284802. Население по переписи 2001 года составляло 381 человек.

## Географическое положение
Село Крамчанка находится на левом берегу реки Ворсклица,
выше по течению примыкает село Тарасовка,
ниже по течению на расстоянии в 2,5 км расположено село Солдатское,
на противоположном берегу — село Рябовка (Тростянецкий район).
Река в этом месте извилистая, образует лиманы, старицы и заболоченные озёра.

## Экономика
- Молочно-товарная ферма.

## Объекты социальной сферы
- Школа І ст.